# Gerard Soest

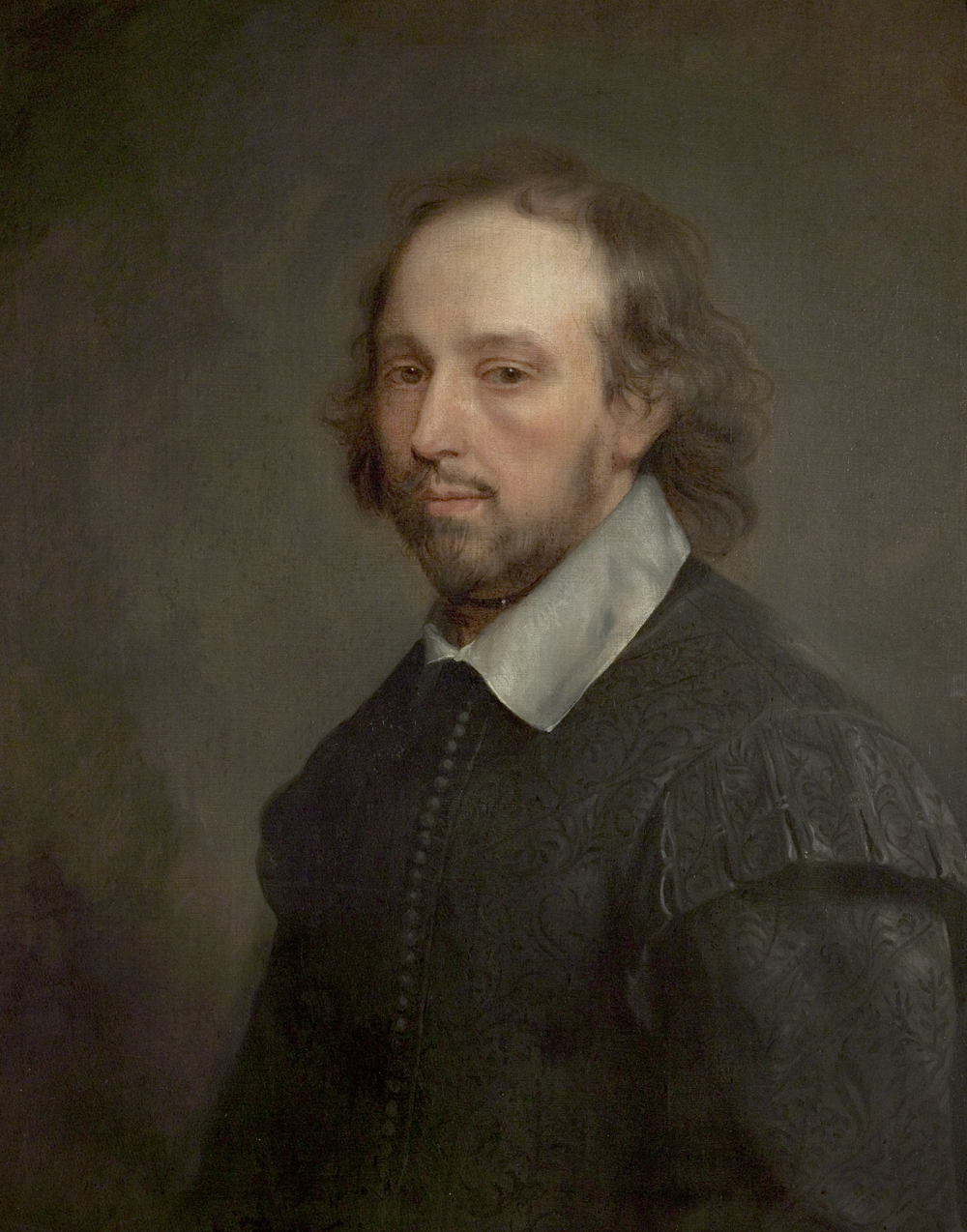
Portrait de William Shakespeare, Gerard Soest.

Gerard Soest ou Gilbert Soest (vers 1600, Soest - 11 février 1681) est un peintre néerlandais du siècle d'or qui s'est installé et a travaillé en Angleterre. Il est connu pour ses peintures de portraits.

## Biographie
Gerard Soest est né vers 1600 à Soest aux Pays-Bas. 
Il étudie la peinture aux Pays-Bas et s'installe en Angleterre à la fin des années 1640. Sa première œuvre connue date de 1646. Il a été influencé par le travail du peintre William Dobson. Gerard Soest jouit d'un succès relatif à cette période, ses œuvres les plus connues sont les portraits de William Shakespeare (effectué 30 ans après la mort de l'écrivain) et de Samuel Butler.

## Œuvres
- Portrait de Samuel Butler[1], National Portrait Gallery, Londres
- Portrait de Thomas Stanley[2], National Portrait Gallery, Londres